# Соацца
Соацца (італ. Soazza) — громада  в Швейцарії в кантоні Граубюнден, регіон Моеза.

## Географія
Громада розташована на відстані близько 155 км на південний схід від Берна, 60 км на південний захід від Кура.
Соацца має площу 46,4 км², з яких на 1,1% дозволяється будівництво (житлове та будівництво доріг), 7,2% використовуються в сільськогосподарських цілях, 56,8% зайнято лісами, 34,9% не є продуктивними (річки, льодовики або гори).

## Демографія
2019 року в громаді мешкало 319 осіб (-9,1% порівняно з 2010 роком), іноземців було 20,4%. Густота населення становила 7 осіб/км².
За віковим діапазоном населення розподілялося таким чином: 11,3% — особи молодші 20 років, 57,1% — особи у віці 20—64 років, 31,7% — особи у віці 65 років та старші. Було 151 помешкань (у середньому 2 особи в помешканні).
Із загальної кількості 114 працюючих 13 було зайнятих в первинному секторі, 56 — в обробній промисловості, 45 — в галузі послуг.